# Garaysko pismo
Garayska abeceda je abecedno pismo posebno sastavljeno za pisanje wolofskog jezika, jezika kojim govori stanovništvo u Senegalu i dijelovima Gambije i Mauretanije. Tradicijski se wolofski jezik pisao prilagođenom inačicom arapskog pisma zvanim wolofal. Ona je danas najraširenija. Raste uporaba latinice nakon što ju je senegalska vlada proglasila službenim pismom pisanja wolofskog jezika. Latinični pravopis za wolofski jezik standardiziran je 1974. godine. Piše se s desna na lijevo kao arabicom i neki znakovi sliče na arabične. Ima 25 suglasnika i 14 samoglasnika.
Počelo je pozivom senegalskog predsjednika Sedara “skupimo stijenje i izgradimo ovu novu zemlju” na godišnjicu obljetnice senegalske neovisnosti od Francuske. El Hadji Assane Faye je stvorio garaysku abecedu 1961. godine. Šetao je plažom blizu svog sela, razmišljao je što nedostaje njegovoj zemlji i kako bi joj mogao pridonijeti. Došao je do pećine Garaya. Riječ garay znači "bjelina pamukovog cvijeta". Nazvana je po bjelini svoje nutrine. Došla mu je vizija. Našao je oblike u pijesku. Zvao je prijatelja da mu donese nešto na čemu će pisati i tako je nastalo garaysko pismo.
Pedesetak godina otkako je izmišljen još uvijek ga se neformalno podučava. Godine 2016. predan je zahtjev da se napravi Unicode za garaysko pismo.

## Vanjske poveznice
- Atlas of the Endangered Alohabets
- ScriptSource
- Facebook
- YouTube Garay Alphabet Introduction